# Schiffstechnik

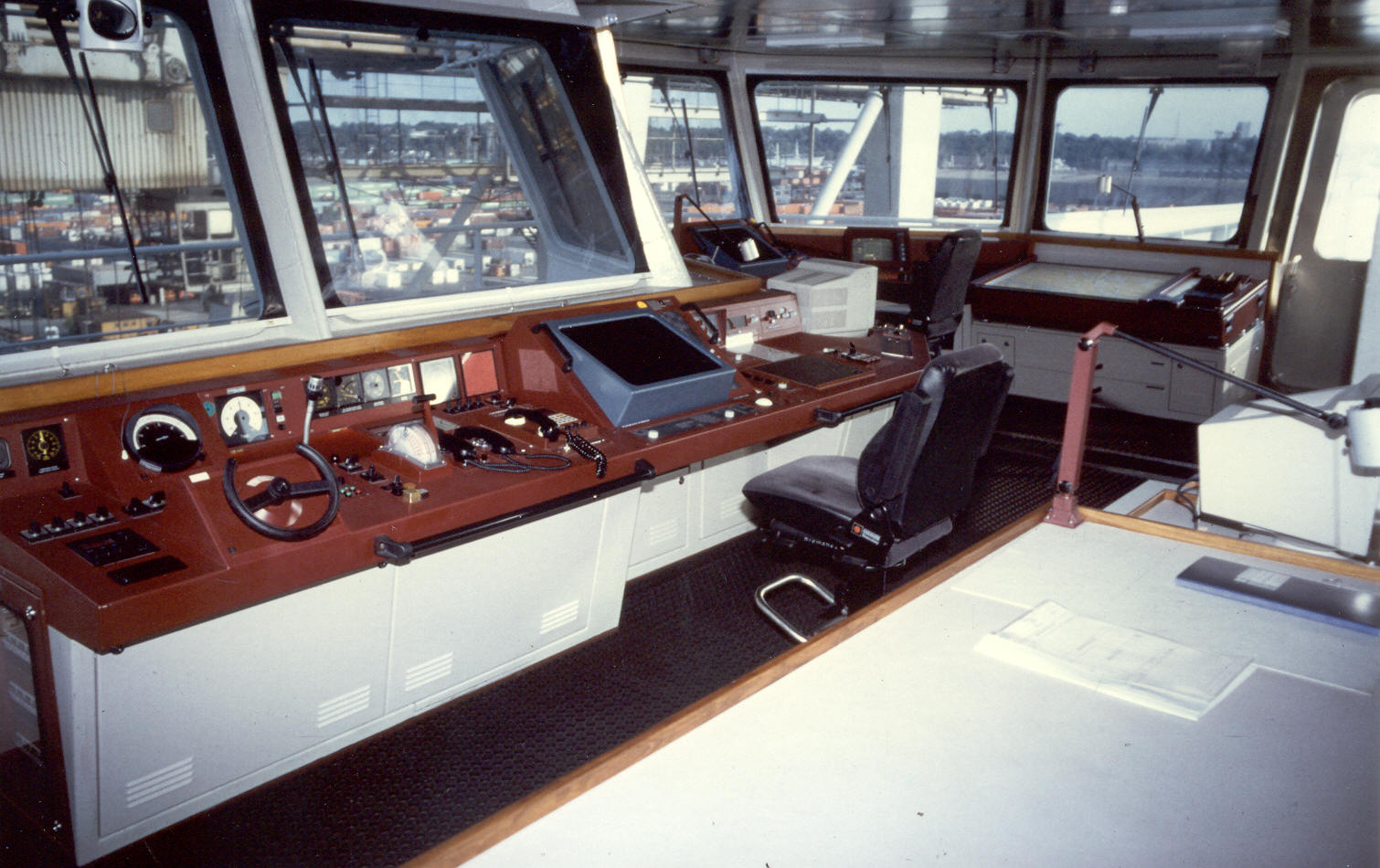
Blick in die Brücke eines modernen Containerschiffes

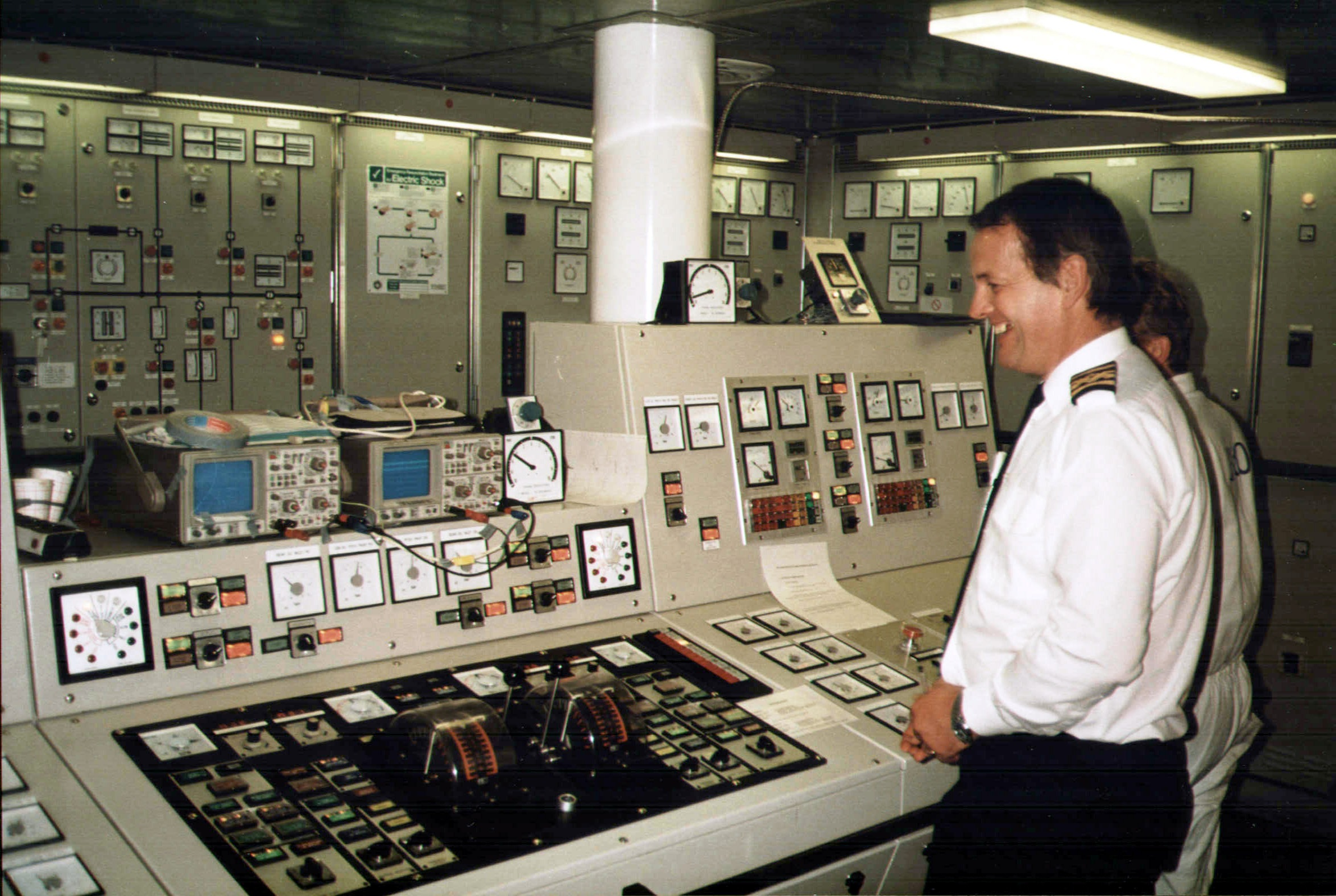
Maschinenkontrollraum eines großen Fährschiffes

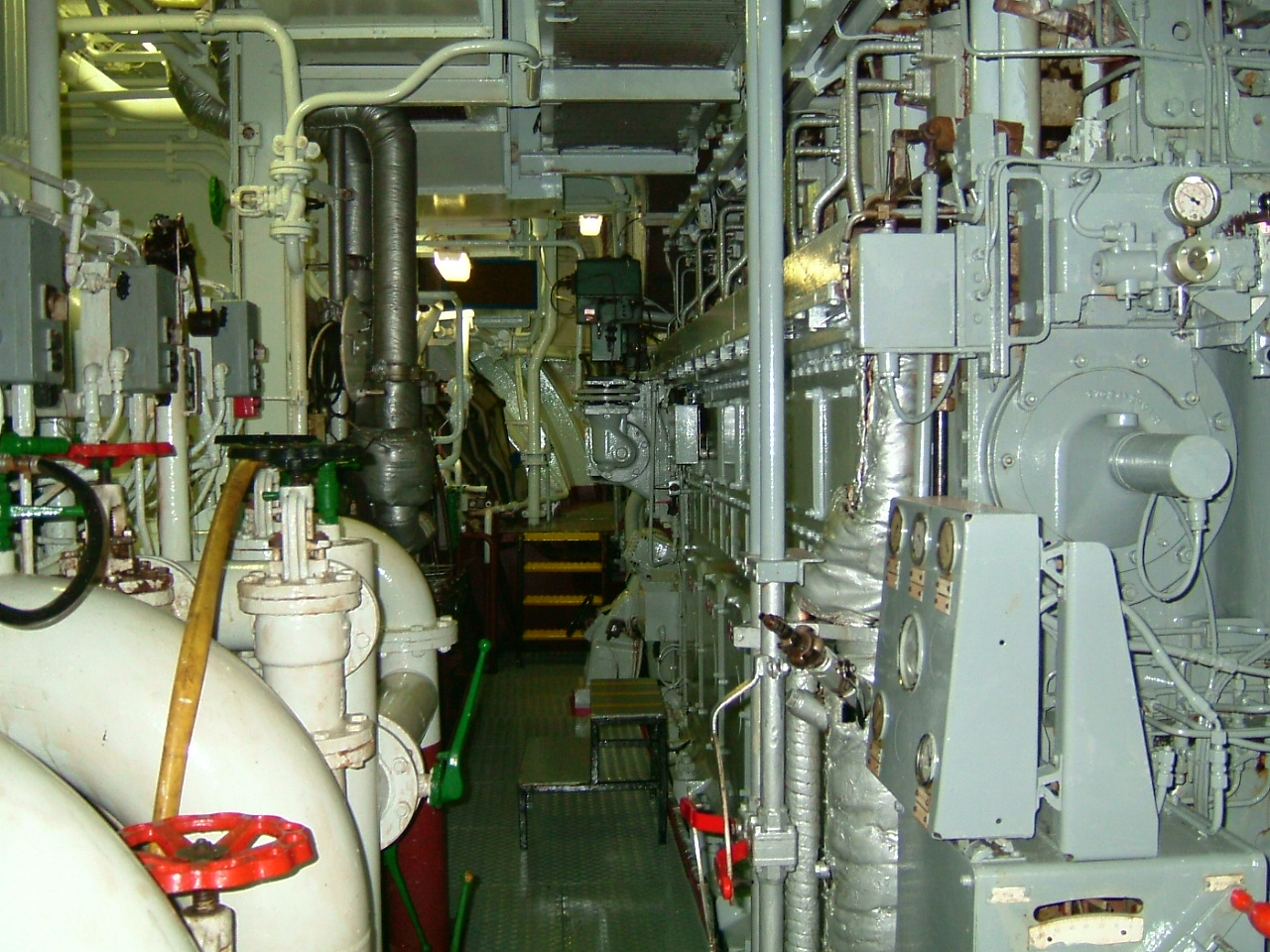
Maschinenraum eines mittelgroßen Schiffes

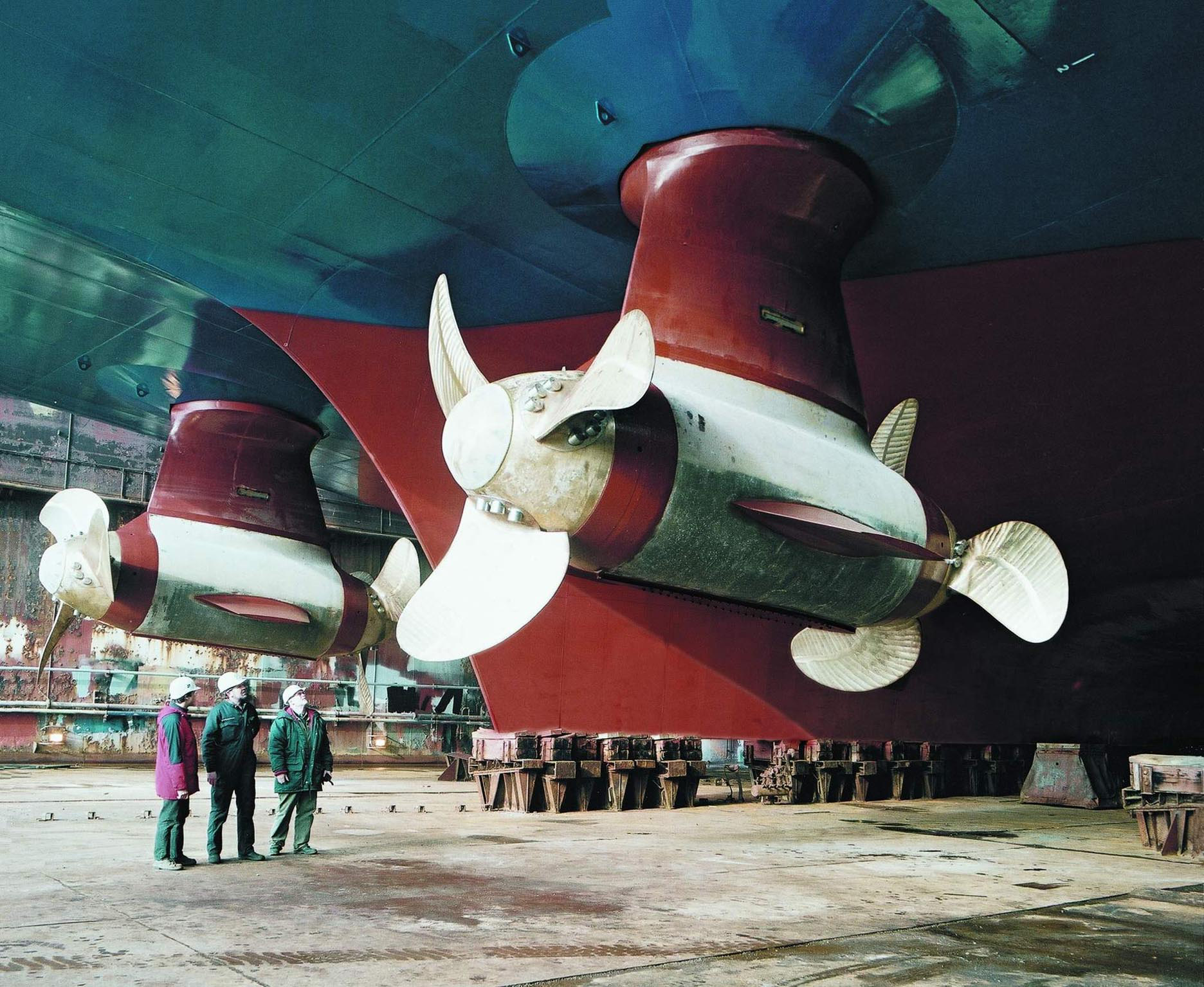
POD-Antrieb (hier ein Siemens-Schottel-Propulsor)

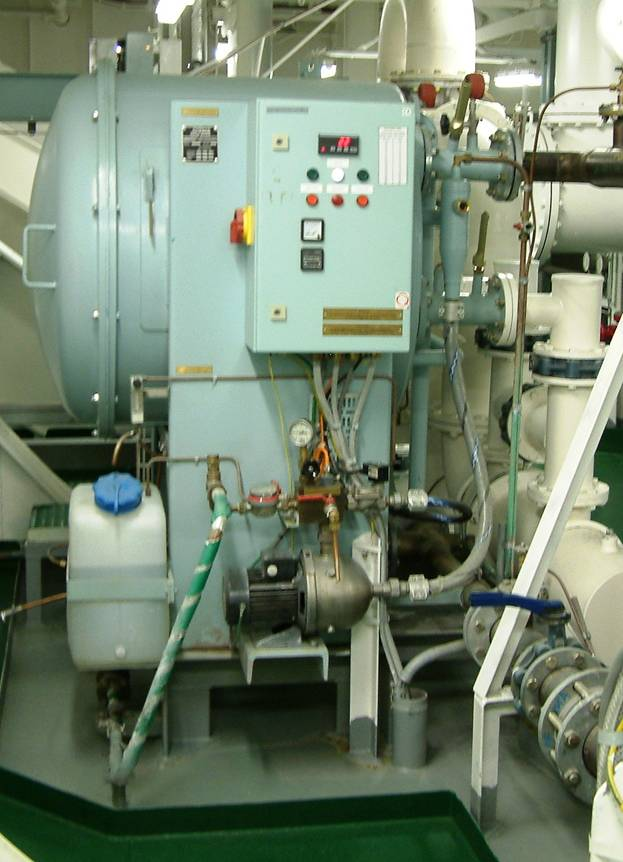
Frischwasser wird auf heutigen Überseeschiffen durch Unterdruckverdampfung aus Meerwasser erzeugt (Bild: Frischwassererzeuger)

Schiffstechnik ist der Überbegriff für alle technischen Anlagen, Systeme und Geräte auf einem Schiff oder Boot.
Dazu zählen unter anderem die Elektronik, Elektrik, Mechanik und weitere Einrichtungen.

## Elektronik
Elektronische Anlagen eines Schiffes oder Bootes können beispielsweise sein
- Bordrechner, u. a. zur Kurs- und Positionsbestimmung
- Radar
- Kommunikation
  - Datenfunk, z. B. WLAN
  - Seefunk mit GMDSS auf Ultrakurzwelle, Grenzwelle oder Kurzwelle
  - Satellitentelefon, z. B. Inmarsat oder VSAT
  - Automatic Identification System (AIS)
  - NAVTEX (NAVigational TEXt Messages)
  - EPIRB (Emergency Position-Indicating Radio Beacon, Notfunkbake)
  - Sprechanlage

## Elektrik
Die Elektrik eines Schiffes oder Bootes besteht unter anderem aus
- Elektrische Energieversorgung auf Schiffen
- Trimm als Element der Regelung
- Lenzpumpen als Element der Regelung
- Kraftstoffpumpen für Schiffsmotoren
- Pumpen, z. B. für die Bilge oder die Frachtgutverladung
- Förder- und Verladeanlagen
- Maschinenpark für die Be- und Verarbeitung von Meerestieren (bei Fischereifahrzeuge)
- Krananlagen
- Lichttechnische Einrichtungen, z. B. Decksbeleuchtung, Positionslichtern
- Alarmanlagen, z. B. für die Bilge oder Feuer
- Klimaanlage, Klimatisierung von Schiffen
- Lüftungsanlage
- Trinkwasserversorgung auf Schiffen
- Küchentechnik

## Mechanik
Die Mechanik eines Schiffes oder Bootes besteht unter anderem aus
- Maschinen und Einrichtungen zum Antrieb (Schiffsdieselmotor, Dampfturbine) und zur Kraftübertragung (Getriebe, Propeller usw.), u. a. als Element des Antriebs
- Abgasnutzung auf Schiffen, Heizungsanlage
- Schiffskühlsystem zur Kühlung der Hauptmaschinen, der Hilfsdiesel und anderer Hilfsmaschinen
- Winden
- Ruderanlagen (auch Notruder) als Element der Steuerung
- Sprinkleranlagen
- Feuerlöscher
- Rettungsmittel
- Tauwerk
- Seilwinden
- Seilzüge
- Verbindungselemente
- Zurrvorrichtungen

## Fahrverhalten
Weitere Einrichtungen eines Schiffes oder Bootes bestehen aus
- Einrichtungen zur Stabilisierung (Sensorik, Stabilisatorentanks)
- Einrichtungen für den Trimm (z. B. Trimmtanks)
- Anfangsstabilität GM(0) als Grundvoraussetzung zum Auslaufen